# UAE Tour 2021
UAE Tour 2021 – 3. edycja wyścigu kolarskiego UAE Tour, która odbyła się w dniach od 21 do 27 lutego 2021 na liczącej 1045 kilometrów trasie składającej się z 7 etapów, rozgrywanych w Zjednoczonych Emiratach Arabskich. Impreza kategorii 2.UWT była częścią UCI World Tour 2021, otwierając sezon 2021 w ramach tego cyklu.

## Etapy
| Etap | Data   | Start – Meta                              | type                       | Dystans (km) | Zwycięzca etapu      | Lider                |
| ---- | ------ | ----------------------------------------- | -------------------------- | ------------ | -------------------- | -------------------- |
| 1    | 21 lut | Al Dhafra Castle – Al Mirfa               | płaski                     | 176          | Mathieu van der Poel | Mathieu van der Poel |
| 2    | 22 lut | Al Hudayriat Island – Al Hudayriat Island | jazda indywidualna na czas | 13           | Filippo Ganna        | Tadej Pogačar        |
| 3    | 23 lut | Al-Ajn – Jabal Hafit                      | górski                     | 166          | Tadej Pogačar        | Tadej Pogačar        |
| 4    | 24 lut | Al Marjan Island – Al Marjan Island       | płaski                     | 204          | Sam Bennett          | Tadej Pogačar        |
| 5    | 25 lut | Fudżajra – Dżabal al-Dżajs                | górski                     | 170          | Jonas Vingegaard     | Tadej Pogačar        |
| 6    | 26 lut | Palm Deira – Palm Jumeirah                | płaski                     | 168          | Sam Bennett          | Tadej Pogačar        |
| 7    | 27 lut | Yas Mall – Abu Zabi                       | płaski                     | 147          | Caleb Ewan           | Tadej Pogačar        |

## Uczestnicy

### Drużyny
| WorldTeams (19)- AG2R Citroën Team - Astana-Premier Tech - Bahrain Victorious - Bora-Hansgrohe - Cofidis - Deceuninck-Quick Step - EF Education-Nippo - Groupama-FDJ - Ineos Grenadiers - Intermarché-Wanty-Gobert Matériaux - Israel Start-Up Nation - Jumbo-Visma - Lotto Soudal - Movistar Team - Team BikeExchange - Team DSM - Qhubeka Assos - Trek-Segafredo - UAE Team Emirates ProTeam- Alpecin-Fenix |
| |

### Lista startowa
| UAE Team Emirates UAD | UAE Team Emirates UAD             | UAE Team Emirates UAD |
| --------------------- | --------------------------------- | --------------------- |
| Nr                    | Kolarz                            | Miejsce               |
| 1                     | Tadej Pogačar (SLO) (ITT)         | 1.                    |
| 2                     | Mikkel Bjerg (DEN)                | 29.                   |
| 3                     | Davide Formolo (ITA)              | 23.                   |
| 4                     | Fernando Gaviria (COL)            | 71.                   |
| 5                     | Rafał Majka (POL)                 | 22.                   |
| 6                     | Jan Polanc (SLO)                  | 33.                   |
| 7                     | Maximiliano Richeze (ARG) (szosa) | 93.                   |

| Ineos Grenadiers IGD | Ineos Grenadiers IGD               | Ineos Grenadiers IGD |
| -------------------- | ---------------------------------- | -------------------- |
| Nr                   | Kolarz                             | Miejsce              |
| 11                   | Adam Yates (GBR)                   | 2.                   |
| 12                   | Andrey Amador (CRC)                | 123.                 |
| 13                   | Filippo Ganna (ITA) (ITT)          | 106.                 |
| 14                   | Daniel Felipe Martínez (COL) (ITT) | DNF-7                |
| 15                   | Brandon Rivera (COL)               | 60.                  |
| 16                   | Luke Rowe (GBR)                    | 124.                 |
| 17                   | Iván Sosa (COL)                    | 86.                  |

| AG2R Citroën Team ACT | AG2R Citroën Team ACT   | AG2R Citroën Team ACT |
| --------------------- | ----------------------- | --------------------- |
| Nr                    | Kolarz                  | Miejsce               |
| 21                    | Tony Gallopin (FRA)     | 79.                   |
| 22                    | François Bidard (FRA)   | 44.                   |
| 23                    | Geoffrey Bouchard (FRA) | 15.                   |
| 24                    | Mathias Frank (SUI)     | 54.                   |
| 25                    | Jaakko Hänninen (FIN)   | 41.                   |
| 26                    | Andrea Vendrame (ITA)   | 56.                   |
| 27                    | Larry Warbasse (USA)    | 65.                   |

| Alpecin-Fenix AFC | Alpecin-Fenix AFC                  | Alpecin-Fenix AFC |
| ----------------- | ---------------------------------- | ----------------- |
| Nr                | Kolarz                             | Miejsce           |
| 31                | Mathieu van der Poel (NED) (szosa) | DNS-2             |
| 32                | Roy Jans (BEL)                     | DNS-2             |
| 33                | Jasper Philipsen (BEL)             | DNS-2             |
| 34                | Jonas Rickaert (BEL)               | DNS-2             |
| 35                | Kristian Sbaragli (ITA)            | DNS-2             |
| 36                | Gianni Vermeersch (BEL)            | DNS-2             |
| 37                | Louis Vervaeke (BEL)               | DNS-2             |

| Astana-Premier Tech APT | Astana-Premier Tech APT              | Astana-Premier Tech APT |
| ----------------------- | ------------------------------------ | ----------------------- |
| Nr                      | Kolarz                               | Miejsce                 |
| 41                      | Aleksiej Łucenko (KAZ) (szosa i ITT) | 51.                     |
| 42                      | Samuele Battistella (ITA)            | 31.                     |
| 43                      | Stefan de Bod (RSA)                  | 24.                     |
| 44                      | Jewgienij Gidicz (KAZ)               | 88.                     |
| 45                      | Dmitrij Gruzdiew (KAZ)               | 83.                     |
| 46                      | Luis León Sánchez (ESP) (szosa)      | 20.                     |
| 47                      | Matteo Sobrero (ITA)                 | 50.                     |

| Bahrain Victorious TBV | Bahrain Victorious TBV | Bahrain Victorious TBV |
| ---------------------- | ---------------------- | ---------------------- |
| Nr                     | Kolarz                 | Miejsce                |
| 51                     | Wout Poels (NED)       | 19.                    |
| 52                     | Phil Bauhaus (GER)     | 115.                   |
| 53                     | Damiano Caruso (ITA)   | 7.                     |
| 54                     | Jack Haig (AUS)        | 30.                    |
| 55                     | Gino Mäder (SUI)       | 36.                    |
| 56                     | Jonathan Milan (ITA)   | 113.                   |
| 57                     | Fred Wright (GBR)      | 92.                    |

| Bora-Hansgrohe BOH | Bora-Hansgrohe BOH        | Bora-Hansgrohe BOH |
| ------------------ | ------------------------- | ------------------ |
| Nr                 | Kolarz                    | Miejsce            |
| 61                 | Pascal Ackermann (GER)    | 114.               |
| 62                 | Cesare Benedetti (ITA)    | 97.                |
| 63                 | Emanuel Buchmann (GER)    | 12.                |
| 64                 | Patrick Konrad (AUT)      | 38.                |
| 65                 | Martin Laas (EST)         | 122.               |
| 66                 | Michael Schwarzmann (GER) | 116.               |
| 67                 | Ben Zwiehoff (GER)        | 26.                |

| Cofidis COF | Cofidis COF             | Cofidis COF |
| ----------- | ----------------------- | ----------- |
| Nr          | Kolarz                  | Miejsce     |
| 71          | Elia Viviani (ITA)      | 74.         |
| 72          | Rubén Fernández (ESP)   | 9.          |
| 73          | Nathan Haas (AUS)       | 49.         |
| 74          | Rémy Rochas (FRA)       | 28.         |
| 75          | Fabio Sabatini (ITA)    | 120.        |
| 76          | Kenneth Vanbilsen (BEL) | 77.         |
| 77          | Attilio Viviani (ITA)   | 105.        |

| Deceuninck-Quick Step DQT | Deceuninck-Quick Step DQT | Deceuninck-Quick Step DQT |
| ------------------------- | ------------------------- | ------------------------- |
| Nr                        | Kolarz                    | Miejsce                   |
| 81                        | Sam Bennett (IRL)         | 102.                      |
| 82                        | João Almeida (POR)        | 3.                        |
| 83                        | Shane Archbold (NZL)      | 73.                       |
| 84                        | Mattia Cattaneo (ITA)     | 8.                        |
| 85                        | Iljo Keisse (BEL)         | 95.                       |
| 86                        | Fausto Masnada (ITA)      | 10.                       |
| 87                        | Michael Mørkøv (DEN)      | 66.                       |

| EF Education-Nippo EFN | EF Education-Nippo EFN       | EF Education-Nippo EFN |
| ---------------------- | ---------------------------- | ---------------------- |
| Nr                     | Kolarz                       | Miejsce                |
| 92                     | Stefan Bissegger (SUI)       | 98.                    |
| 93                     | Lawson Craddock (USA)        | 61.                    |
| 94                     | Ruben Guerreiro (POR)        | 27.                    |
| 95                     | Sergio Higuita (COL) (szosa) | 11.                    |
| 96                     | Neilson Powless (USA)        | 5.                     |
| 97                     | James Whelan (AUS)           | 82.                    |

| Groupama-FDJ GFC | Groupama-FDJ GFC         | Groupama-FDJ GFC |
| ---------------- | ------------------------ | ---------------- |
| Nr               | Kolarz                   | Miejsce          |
| 101              | Matteo Badilatti (SUI)   | 42.              |
| 102              | William Bonnet (FRA)     | 110.             |
| 103              | Alexys Brunel (FRA)      | 96.              |
| 104              | Matthieu Ladagnous (FRA) | 107.             |
| 105              | Olivier Le Gac (FRA)     | 55.              |
| 106              | Anthony Roux (FRA)       | DNF-6            |
| 107              | Attila Valter (HUN)      | 39.              |

| Intermarché-Wanty-Gobert Matériaux IWG | Intermarché-Wanty-Gobert Matériaux IWG | Intermarché-Wanty-Gobert Matériaux IWG |
| -------------------------------------- | -------------------------------------- | -------------------------------------- |
| Nr                                     | Kolarz                                 | Miejsce                                |
| 111                                    | Jan Hirt (CZE)                         | 37.                                    |
| 112                                    | Louis Meintjes (RSA)                   | 18.                                    |
| 113                                    | Wesley Kreder (NED)                    | 68.                                    |
| 114                                    | Riccardo Minali (ITA)                  | 103.                                   |
| 115                                    | Simone Petilli (ITA)                   | 53.                                    |
| 116                                    | Rein Taaramäe (EST)                    | 35.                                    |
| 117                                    | Kévin Van Melsen (BEL)                 | 94.                                    |

| Israel Start-Up Nation ISN | Israel Start-Up Nation ISN   | Israel Start-Up Nation ISN |
| -------------------------- | ---------------------------- | -------------------------- |
| Nr                         | Kolarz                       | Miejsce                    |
| 121                        | Chris Froome (GBR)           | 47.                        |
| 122                        | Matthias Brändle (AUT) (ITT) | 101.                       |
| 123                        | Alex Dowsett (GBR) (ITT)     | 118.                       |
| 124                        | Omer Goldstein (ISR) (szosa) | 57.                        |
| 125                        | André Greipel (GER)          | 80.                        |
| 126                        | Ben Hermans (BEL)            | 13.                        |
| 127                        | Rick Zabel (GER)             | 78.                        |

| Jumbo-Visma TJV | Jumbo-Visma TJV           | Jumbo-Visma TJV |
| --------------- | ------------------------- | --------------- |
| Nr              | Kolarz                    | Miejsce         |
| 131             | Koen Bouwman (NED)        | 34.             |
| 132             | David Dekker (NED)        | 70.             |
| 133             | Chris Harper (AUS)        | 4.              |
| 134             | Sepp Kuss (USA)           | 16.             |
| 135             | Christoph Pfingsten (GER) | 58.             |
| 136             | Jonas Vingegaard (DEN)    | 46.             |
| 137             | Jos van Emden (NED) (ITT) | DNS-4           |

| Lotto-Soudal LTS | Lotto-Soudal LTS         | Lotto-Soudal LTS |
| ---------------- | ------------------------ | ---------------- |
| Nr               | Kolarz                   | Miejsce          |
| 141              | Caleb Ewan (AUS)         | 100.             |
| 142              | Jasper De Buyst (BEL)    | 67.              |
| 143              | Thomas De Gendt (BEL)    | 69.              |
| 144              | Roger Kluge (GER)        | 109.             |
| 145              | Harry Sweeny (AUS)       | 85.              |
| 146              | Tosh Van der Sande (BEL) | 72.              |
| 147              | Harm Vanhoucke (BEL)     | 25.              |

| Movistar Team MOV | Movistar Team MOV        | Movistar Team MOV |
| ----------------- | ------------------------ | ----------------- |
| Nr                | Kolarz                   | Miejsce           |
| 151               | Alejandro Valverde (ESP) | 40.               |
| 152               | Héctor Carretero (ESP)   | 63.               |
| 153               | Iñigo Elosegui (ESP)     | 91.               |
| 154               | Gregor Mühlberger (AUT)  | 62.               |
| 155               | Antonio Pedrero (ESP)    | 52.               |
| 156               | Albert Torres (ESP)      | 111.              |
| 157               | Davide Villella (ITA)    | 32.               |

| BikeExchange BEX | BikeExchange BEX      | BikeExchange BEX |
| ---------------- | --------------------- | ---------------- |
| Nr               | Kolarz                | Miejsce          |
| 161              | Luka Mezgec (SLO)     | 89.              |
| 162              | Jack Bauer (NZL)      | 64.              |
| 163              | Kevin Colleoni (ITA)  | 75.              |
| 164              | Tsgabu Grmay (ETH)    | 43.              |
| 165              | Kaden Groves (AUS)    | DNF-7            |
| 166              | Michael Hepburn (AUS) | 90.              |
| 167              | Nick Schultz (AUS)    | 14.              |

| Team DSM DSM | Team DSM DSM                 | Team DSM DSM |
| ------------ | ---------------------------- | ------------ |
| Nr           | Kolarz                       | Miejsce      |
| 171          | Nikias Arndt (GER)           | 59.          |
| 172          | Thymen Arensman (NED)        | 45.          |
| 173          | Cees Bol (NED)               | 121.         |
| 174          | Alberto Dainese (ITA)        | 104.         |
| 175          | Mark Donovan (GBR)           | 48.          |
| 176          | Asbjørn Kragh Andersen (DEN) | 117.         |
| 177          | Florian Stork (GER)          | DNF-6        |

| Qhubeka Assos TQA | Qhubeka Assos TQA             | Qhubeka Assos TQA |
| ----------------- | ----------------------------- | ----------------- |
| Nr                | Kolarz                        | Miejsce           |
| 181               | Giacomo Nizzolo (ITA) (szosa) | 84.               |
| 182               | Lasse Norman Leth (DEN)       | 119.              |
| 183               | Bert-Jan Lindeman (NED)       | 81.               |
| 184               | Matteo Pelucchi (ITA)         | 108.              |
| 185               | Domenico Pozzovivo (ITA)      | 21.               |
| 186               | Harry Tanfield (GBR)          | 125.              |
| 187               | Max Walscheid (GER)           | 99.               |

| Trek-Segafredo TFS | Trek-Segafredo TFS      | Trek-Segafredo TFS |
| ------------------ | ----------------------- | ------------------ |
| Nr                 | Kolarz                  | Miejsce            |
| 191                | Vincenzo Nibali (ITA)   | 17.                |
| 192                | Koen de Kort (NED)      | 112.               |
| 193                | Mattias Skjelmose (DEN) | 6.                 |
| 194                | Emīls Liepiņš (LAT)     | 87.                |
| 195                | Matteo Moschetti (ITA)  | DNF-6              |
| 196                | Kiel Reijnen (USA)      | 76.                |
| 197                | Antonio Tiberi (ITA)    | DNS-3              |

| UAE Team Emirates UAD | UAE Team Emirates UAD             | UAE Team Emirates UAD |
| --------------------- | --------------------------------- | --------------------- |
| Nr                    | Kolarz                            | Miejsce               |
| 1                     | Tadej Pogačar (SLO) (ITT)         | 1.                    |
| 2                     | Mikkel Bjerg (DEN)                | 29.                   |
| 3                     | Davide Formolo (ITA)              | 23.                   |
| 4                     | Fernando Gaviria (COL)            | 71.                   |
| 5                     | Rafał Majka (POL)                 | 22.                   |
| 6                     | Jan Polanc (SLO)                  | 33.                   |
| 7                     | Maximiliano Richeze (ARG) (szosa) | 93.                   |

| Ineos Grenadiers IGD | Ineos Grenadiers IGD               | Ineos Grenadiers IGD |
| -------------------- | ---------------------------------- | -------------------- |
| Nr                   | Kolarz                             | Miejsce              |
| 11                   | Adam Yates (GBR)                   | 2.                   |
| 12                   | Andrey Amador (CRC)                | 123.                 |
| 13                   | Filippo Ganna (ITA) (ITT)          | 106.                 |
| 14                   | Daniel Felipe Martínez (COL) (ITT) | DNF-7                |
| 15                   | Brandon Rivera (COL)               | 60.                  |
| 16                   | Luke Rowe (GBR)                    | 124.                 |
| 17                   | Iván Sosa (COL)                    | 86.                  |

| AG2R Citroën Team ACT | AG2R Citroën Team ACT   | AG2R Citroën Team ACT |
| --------------------- | ----------------------- | --------------------- |
| Nr                    | Kolarz                  | Miejsce               |
| 21                    | Tony Gallopin (FRA)     | 79.                   |
| 22                    | François Bidard (FRA)   | 44.                   |
| 23                    | Geoffrey Bouchard (FRA) | 15.                   |
| 24                    | Mathias Frank (SUI)     | 54.                   |
| 25                    | Jaakko Hänninen (FIN)   | 41.                   |
| 26                    | Andrea Vendrame (ITA)   | 56.                   |
| 27                    | Larry Warbasse (USA)    | 65.                   |

| Alpecin-Fenix AFC | Alpecin-Fenix AFC                  | Alpecin-Fenix AFC |
| ----------------- | ---------------------------------- | ----------------- |
| Nr                | Kolarz                             | Miejsce           |
| 31                | Mathieu van der Poel (NED) (szosa) | DNS-2             |
| 32                | Roy Jans (BEL)                     | DNS-2             |
| 33                | Jasper Philipsen (BEL)             | DNS-2             |
| 34                | Jonas Rickaert (BEL)               | DNS-2             |
| 35                | Kristian Sbaragli (ITA)            | DNS-2             |
| 36                | Gianni Vermeersch (BEL)            | DNS-2             |
| 37                | Louis Vervaeke (BEL)               | DNS-2             |

| Astana-Premier Tech APT | Astana-Premier Tech APT              | Astana-Premier Tech APT |
| ----------------------- | ------------------------------------ | ----------------------- |
| Nr                      | Kolarz                               | Miejsce                 |
| 41                      | Aleksiej Łucenko (KAZ) (szosa i ITT) | 51.                     |
| 42                      | Samuele Battistella (ITA)            | 31.                     |
| 43                      | Stefan de Bod (RSA)                  | 24.                     |
| 44                      | Jewgienij Gidicz (KAZ)               | 88.                     |
| 45                      | Dmitrij Gruzdiew (KAZ)               | 83.                     |
| 46                      | Luis León Sánchez (ESP) (szosa)      | 20.                     |
| 47                      | Matteo Sobrero (ITA)                 | 50.                     |

| Bahrain Victorious TBV | Bahrain Victorious TBV | Bahrain Victorious TBV |
| ---------------------- | ---------------------- | ---------------------- |
| Nr                     | Kolarz                 | Miejsce                |
| 51                     | Wout Poels (NED)       | 19.                    |
| 52                     | Phil Bauhaus (GER)     | 115.                   |
| 53                     | Damiano Caruso (ITA)   | 7.                     |
| 54                     | Jack Haig (AUS)        | 30.                    |
| 55                     | Gino Mäder (SUI)       | 36.                    |
| 56                     | Jonathan Milan (ITA)   | 113.                   |
| 57                     | Fred Wright (GBR)      | 92.                    |

| Bora-Hansgrohe BOH | Bora-Hansgrohe BOH        | Bora-Hansgrohe BOH |
| ------------------ | ------------------------- | ------------------ |
| Nr                 | Kolarz                    | Miejsce            |
| 61                 | Pascal Ackermann (GER)    | 114.               |
| 62                 | Cesare Benedetti (ITA)    | 97.                |
| 63                 | Emanuel Buchmann (GER)    | 12.                |
| 64                 | Patrick Konrad (AUT)      | 38.                |
| 65                 | Martin Laas (EST)         | 122.               |
| 66                 | Michael Schwarzmann (GER) | 116.               |
| 67                 | Ben Zwiehoff (GER)        | 26.                |

| Cofidis COF | Cofidis COF             | Cofidis COF |
| ----------- | ----------------------- | ----------- |
| Nr          | Kolarz                  | Miejsce     |
| 71          | Elia Viviani (ITA)      | 74.         |
| 72          | Rubén Fernández (ESP)   | 9.          |
| 73          | Nathan Haas (AUS)       | 49.         |
| 74          | Rémy Rochas (FRA)       | 28.         |
| 75          | Fabio Sabatini (ITA)    | 120.        |
| 76          | Kenneth Vanbilsen (BEL) | 77.         |
| 77          | Attilio Viviani (ITA)   | 105.        |

| Deceuninck-Quick Step DQT | Deceuninck-Quick Step DQT | Deceuninck-Quick Step DQT |
| ------------------------- | ------------------------- | ------------------------- |
| Nr                        | Kolarz                    | Miejsce                   |
| 81                        | Sam Bennett (IRL)         | 102.                      |
| 82                        | João Almeida (POR)        | 3.                        |
| 83                        | Shane Archbold (NZL)      | 73.                       |
| 84                        | Mattia Cattaneo (ITA)     | 8.                        |
| 85                        | Iljo Keisse (BEL)         | 95.                       |
| 86                        | Fausto Masnada (ITA)      | 10.                       |
| 87                        | Michael Mørkøv (DEN)      | 66.                       |

| EF Education-Nippo EFN | EF Education-Nippo EFN       | EF Education-Nippo EFN |
| ---------------------- | ---------------------------- | ---------------------- |
| Nr                     | Kolarz                       | Miejsce                |
| 92                     | Stefan Bissegger (SUI)       | 98.                    |
| 93                     | Lawson Craddock (USA)        | 61.                    |
| 94                     | Ruben Guerreiro (POR)        | 27.                    |
| 95                     | Sergio Higuita (COL) (szosa) | 11.                    |
| 96                     | Neilson Powless (USA)        | 5.                     |
| 97                     | James Whelan (AUS)           | 82.                    |

| Groupama-FDJ GFC | Groupama-FDJ GFC         | Groupama-FDJ GFC |
| ---------------- | ------------------------ | ---------------- |
| Nr               | Kolarz                   | Miejsce          |
| 101              | Matteo Badilatti (SUI)   | 42.              |
| 102              | William Bonnet (FRA)     | 110.             |
| 103              | Alexys Brunel (FRA)      | 96.              |
| 104              | Matthieu Ladagnous (FRA) | 107.             |
| 105              | Olivier Le Gac (FRA)     | 55.              |
| 106              | Anthony Roux (FRA)       | DNF-6            |
| 107              | Attila Valter (HUN)      | 39.              |

| Intermarché-Wanty-Gobert Matériaux IWG | Intermarché-Wanty-Gobert Matériaux IWG | Intermarché-Wanty-Gobert Matériaux IWG |
| -------------------------------------- | -------------------------------------- | -------------------------------------- |
| Nr                                     | Kolarz                                 | Miejsce                                |
| 111                                    | Jan Hirt (CZE)                         | 37.                                    |
| 112                                    | Louis Meintjes (RSA)                   | 18.                                    |
| 113                                    | Wesley Kreder (NED)                    | 68.                                    |
| 114                                    | Riccardo Minali (ITA)                  | 103.                                   |
| 115                                    | Simone Petilli (ITA)                   | 53.                                    |
| 116                                    | Rein Taaramäe (EST)                    | 35.                                    |
| 117                                    | Kévin Van Melsen (BEL)                 | 94.                                    |

| Israel Start-Up Nation ISN | Israel Start-Up Nation ISN   | Israel Start-Up Nation ISN |
| -------------------------- | ---------------------------- | -------------------------- |
| Nr                         | Kolarz                       | Miejsce                    |
| 121                        | Chris Froome (GBR)           | 47.                        |
| 122                        | Matthias Brändle (AUT) (ITT) | 101.                       |
| 123                        | Alex Dowsett (GBR) (ITT)     | 118.                       |
| 124                        | Omer Goldstein (ISR) (szosa) | 57.                        |
| 125                        | André Greipel (GER)          | 80.                        |
| 126                        | Ben Hermans (BEL)            | 13.                        |
| 127                        | Rick Zabel (GER)             | 78.                        |

| Jumbo-Visma TJV | Jumbo-Visma TJV           | Jumbo-Visma TJV |
| --------------- | ------------------------- | --------------- |
| Nr              | Kolarz                    | Miejsce         |
| 131             | Koen Bouwman (NED)        | 34.             |
| 132             | David Dekker (NED)        | 70.             |
| 133             | Chris Harper (AUS)        | 4.              |
| 134             | Sepp Kuss (USA)           | 16.             |
| 135             | Christoph Pfingsten (GER) | 58.             |
| 136             | Jonas Vingegaard (DEN)    | 46.             |
| 137             | Jos van Emden (NED) (ITT) | DNS-4           |

| Lotto-Soudal LTS | Lotto-Soudal LTS         | Lotto-Soudal LTS |
| ---------------- | ------------------------ | ---------------- |
| Nr               | Kolarz                   | Miejsce          |
| 141              | Caleb Ewan (AUS)         | 100.             |
| 142              | Jasper De Buyst (BEL)    | 67.              |
| 143              | Thomas De Gendt (BEL)    | 69.              |
| 144              | Roger Kluge (GER)        | 109.             |
| 145              | Harry Sweeny (AUS)       | 85.              |
| 146              | Tosh Van der Sande (BEL) | 72.              |
| 147              | Harm Vanhoucke (BEL)     | 25.              |

| Movistar Team MOV | Movistar Team MOV        | Movistar Team MOV |
| ----------------- | ------------------------ | ----------------- |
| Nr                | Kolarz                   | Miejsce           |
| 151               | Alejandro Valverde (ESP) | 40.               |
| 152               | Héctor Carretero (ESP)   | 63.               |
| 153               | Iñigo Elosegui (ESP)     | 91.               |
| 154               | Gregor Mühlberger (AUT)  | 62.               |
| 155               | Antonio Pedrero (ESP)    | 52.               |
| 156               | Albert Torres (ESP)      | 111.              |
| 157               | Davide Villella (ITA)    | 32.               |

| BikeExchange BEX | BikeExchange BEX      | BikeExchange BEX |
| ---------------- | --------------------- | ---------------- |
| Nr               | Kolarz                | Miejsce          |
| 161              | Luka Mezgec (SLO)     | 89.              |
| 162              | Jack Bauer (NZL)      | 64.              |
| 163              | Kevin Colleoni (ITA)  | 75.              |
| 164              | Tsgabu Grmay (ETH)    | 43.              |
| 165              | Kaden Groves (AUS)    | DNF-7            |
| 166              | Michael Hepburn (AUS) | 90.              |
| 167              | Nick Schultz (AUS)    | 14.              |

| Team DSM DSM | Team DSM DSM                 | Team DSM DSM |
| ------------ | ---------------------------- | ------------ |
| Nr           | Kolarz                       | Miejsce      |
| 171          | Nikias Arndt (GER)           | 59.          |
| 172          | Thymen Arensman (NED)        | 45.          |
| 173          | Cees Bol (NED)               | 121.         |
| 174          | Alberto Dainese (ITA)        | 104.         |
| 175          | Mark Donovan (GBR)           | 48.          |
| 176          | Asbjørn Kragh Andersen (DEN) | 117.         |
| 177          | Florian Stork (GER)          | DNF-6        |

| Qhubeka Assos TQA | Qhubeka Assos TQA             | Qhubeka Assos TQA |
| ----------------- | ----------------------------- | ----------------- |
| Nr                | Kolarz                        | Miejsce           |
| 181               | Giacomo Nizzolo (ITA) (szosa) | 84.               |
| 182               | Lasse Norman Leth (DEN)       | 119.              |
| 183               | Bert-Jan Lindeman (NED)       | 81.               |
| 184               | Matteo Pelucchi (ITA)         | 108.              |
| 185               | Domenico Pozzovivo (ITA)      | 21.               |
| 186               | Harry Tanfield (GBR)          | 125.              |
| 187               | Max Walscheid (GER)           | 99.               |

| Trek-Segafredo TFS | Trek-Segafredo TFS      | Trek-Segafredo TFS |
| ------------------ | ----------------------- | ------------------ |
| Nr                 | Kolarz                  | Miejsce            |
| 191                | Vincenzo Nibali (ITA)   | 17.                |
| 192                | Koen de Kort (NED)      | 112.               |
| 193                | Mattias Skjelmose (DEN) | 6.                 |
| 194                | Emīls Liepiņš (LAT)     | 87.                |
| 195                | Matteo Moschetti (ITA)  | DNF-6              |
| 196                | Kiel Reijnen (USA)      | 76.                |
| 197                | Antonio Tiberi (ITA)    | DNS-3              |

Legenda: DNF – nie ukończył etapu, OTL – przekroczył limit czasu, DNS – nie wystartował do etapu, DSQ – zdyskwalifikowany. Numer przy skrócie oznacza etap, na którym kolarz opuścił wyścig.

## Wyniki etapów

### Etap 1
| Al Dhafra Castle - Al Mirfa | płaski | (176 km) |

| \| Klasyfikacja etapu \| Klasyfikacja etapu \| Klasyfikacja etapu \| Klasyfikacja etapu \| Klasyfikacja etapu \| \| Kolarz \| Kolarz \| Państwo \| Drużyna \| Czas \| \| ------------------ \| -------------------- \| ------------------ \| --------------------- \| ------------------ \| \| 1. \| Mathieu van der Poel \| Holandia \| Alpecin-Fenix \| 3h 45' 47" \| \| 2. \| David Dekker \| Holandia \| Jumbo-Visma \| + 0" \| \| 3. \| Michael Mørkøv \| Dania \| Deceuninck-Quick Step \| + 0" \| \| 4. \| Emīls Liepiņš \| Łotwa \| Trek-Segafredo \| + 0" \| \| 5. \| Elia Viviani \| Włochy \| Cofidis \| + 0" \| \| 6. \| Tadej Pogačar \| Słowenia \| UAE Team Emirates \| + 0" \| \| 7. \| Anthony Roux \| Francja \| Groupama-FDJ \| + 0" \| \| 8. \| Chris Harper \| Australia \| Jumbo-Visma \| + 3" \| \| 9. \| João Almeida \| Portugalia \| Deceuninck-Quick Step \| + 3" \| \| 10. \| Fausto Masnada \| Włochy \| Deceuninck-Quick Step \| + 3" \| |                      |            |                       |            |
| |                      |            |                       |            |
| Źródło: ProCyclingStats |                      |            |                       |            |
| Klasyfikacja etapu |                      |            |                       |            |
| Kolarz | Kolarz               | Państwo    | Drużyna               | Czas       |
| 1. | Mathieu van der Poel | Holandia   | Alpecin-Fenix         | 3h 45' 47" |
| 2. | David Dekker         | Holandia   | Jumbo-Visma           | + 0"       |
| 3. | Michael Mørkøv       | Dania      | Deceuninck-Quick Step | + 0"       |
| 4. | Emīls Liepiņš        | Łotwa      | Trek-Segafredo        | + 0"       |
| 5. | Elia Viviani         | Włochy     | Cofidis               | + 0"       |
| 6. | Tadej Pogačar        | Słowenia   | UAE Team Emirates     | + 0"       |
| 7. | Anthony Roux         | Francja    | Groupama-FDJ          | + 0"       |
| 8. | Chris Harper         | Australia  | Jumbo-Visma           | + 3"       |
| 9. | João Almeida         | Portugalia | Deceuninck-Quick Step | + 3"       |
| 10. | Fausto Masnada       | Włochy     | Deceuninck-Quick Step | + 3"       |

| \| Klasyfikacja generalna \| Klasyfikacja generalna \| Klasyfikacja generalna \| Klasyfikacja generalna \| Klasyfikacja generalna \| \| Kolarz \| Kolarz \| Państwo \| Drużyna \| Czas \| \| ---------------------- \| ---------------------- \| ---------------------- \| ---------------------- \| ---------------------- \| \| 1. \| Mathieu van der Poel \| Holandia \| Alpecin-Fenix \| 3h 45' 37" \| \| 2. \| David Dekker \| Holandia \| Jumbo-Visma \| + 4" \| \| 3. \| Michael Mørkøv \| Dania \| Deceuninck-Quick Step \| + 6" \| \| 4. \| João Almeida \| Portugalia \| Deceuninck-Quick Step \| + 7" \| \| 5. \| Tadej Pogačar \| Słowenia \| UAE Team Emirates \| + 8" \| \| 6. \| Emīls Liepiņš \| Łotwa \| Trek-Segafredo \| + 10" \| \| 7. \| Elia Viviani \| Włochy \| Cofidis \| + 10" \| \| 8. \| Anthony Roux \| Francja \| Groupama-FDJ \| + 10" \| \| 9. \| Damiano Caruso \| Włochy \| Bahrain Victorious \| + 10" \| \| 10. \| Chris Harper \| Australia \| Jumbo-Visma \| + 13" \| |                      |            |                       |            |
| |                      |            |                       |            |
| Źródło: ProCyclingStats |                      |            |                       |            |
| Klasyfikacja generalna |                      |            |                       |            |
| Kolarz | Kolarz               | Państwo    | Drużyna               | Czas       |
| 1. | Mathieu van der Poel | Holandia   | Alpecin-Fenix         | 3h 45' 37" |
| 2. | David Dekker         | Holandia   | Jumbo-Visma           | + 4"       |
| 3. | Michael Mørkøv       | Dania      | Deceuninck-Quick Step | + 6"       |
| 4. | João Almeida         | Portugalia | Deceuninck-Quick Step | + 7"       |
| 5. | Tadej Pogačar        | Słowenia   | UAE Team Emirates     | + 8"       |
| 6. | Emīls Liepiņš        | Łotwa      | Trek-Segafredo        | + 10"      |
| 7. | Elia Viviani         | Włochy     | Cofidis               | + 10"      |
| 8. | Anthony Roux         | Francja    | Groupama-FDJ          | + 10"      |
| 9. | Damiano Caruso       | Włochy     | Bahrain Victorious    | + 10"      |
| 10. | Chris Harper         | Australia  | Jumbo-Visma           | + 13"      |

### Etap 2
| Al Hudayriat Island - Al Hudayriat Island | jazda indywidualna na czas | (13 km) |

| \| Klasyfikacja etapu \| Klasyfikacja etapu \| Klasyfikacja etapu \| Klasyfikacja etapu \| Klasyfikacja etapu \| \| Kolarz \| Kolarz \| Państwo \| Drużyna \| Czas \| \| ------------------ \| ---------------------- \| ------------------ \| ---------------------- \| ------------------ \| \| 1. \| Filippo Ganna \| Włochy \| Ineos Grenadiers \| 13' 56" \| \| 2. \| Stefan Bissegger \| Szwajcaria \| EF Education-Nippo \| + 14" \| \| 3. \| Mikkel Bjerg \| Dania \| UAE Team Emirates \| + 21" \| \| 4. \| Tadej Pogačar \| Słowenia \| UAE Team Emirates \| + 24" \| \| 5. \| Luis León Sánchez \| Hiszpania \| Astana-Premier Tech \| + 30" \| \| 6. \| João Almeida \| Portugalia \| Deceuninck-Quick Step \| + 30" \| \| 7. \| Max Walscheid \| Niemcy \| Qhubeka Assos \| + 32" \| \| 8. \| Stefan de Bod \| Południowa Afryka \| Astana-Premier Tech \| + 33" \| \| 9. \| Daniel Felipe Martínez \| Kolumbia \| Ineos Grenadiers \| + 36" \| \| 10. \| Matthias Brändle \| Austria \| Israel Start-Up Nation \| + 38" \| |                        |                   |                        |         |
| |                        |                   |                        |         |
| Źródło: ProCyclingStats |                        |                   |                        |         |
| Klasyfikacja etapu |                        |                   |                        |         |
| Kolarz | Kolarz                 | Państwo           | Drużyna                | Czas    |
| 1. | Filippo Ganna          | Włochy            | Ineos Grenadiers       | 13' 56" |
| 2. | Stefan Bissegger       | Szwajcaria        | EF Education-Nippo     | + 14"   |
| 3. | Mikkel Bjerg           | Dania             | UAE Team Emirates      | + 21"   |
| 4. | Tadej Pogačar          | Słowenia          | UAE Team Emirates      | + 24"   |
| 5. | Luis León Sánchez      | Hiszpania         | Astana-Premier Tech    | + 30"   |
| 6. | João Almeida           | Portugalia        | Deceuninck-Quick Step  | + 30"   |
| 7. | Max Walscheid          | Niemcy            | Qhubeka Assos          | + 32"   |
| 8. | Stefan de Bod          | Południowa Afryka | Astana-Premier Tech    | + 33"   |
| 9. | Daniel Felipe Martínez | Kolumbia          | Ineos Grenadiers       | + 36"   |
| 10. | Matthias Brändle       | Austria           | Israel Start-Up Nation | + 38"   |

| \| Klasyfikacja generalna \| Klasyfikacja generalna \| Klasyfikacja generalna \| Klasyfikacja generalna \| Klasyfikacja generalna \| \| Kolarz \| Kolarz \| Państwo \| Drużyna \| Czas \| \| ---------------------- \| ---------------------- \| ---------------------- \| ---------------------- \| ---------------------- \| \| 1. \| Tadej Pogačar \| Słowenia \| UAE Team Emirates \| 4h 00' 05" \| \| 2. \| João Almeida \| Portugalia \| Deceuninck-Quick Step \| + 5" \| \| 3. \| Mattia Cattaneo \| Włochy \| Deceuninck-Quick Step \| + 18" \| \| 4. \| Chris Harper \| Australia \| Jumbo-Visma \| + 33" \| \| 5. \| Adam Yates \| Wielka Brytania \| Ineos Grenadiers \| + 39" \| \| 6. \| Neilson Powless \| Stany Zjednoczone \| EF Education-Nippo \| + 41" \| \| 7. \| Anthony Roux \| Francja \| Groupama-FDJ \| + 45" \| \| 8. \| David Dekker \| Holandia \| Jumbo-Visma \| + 46" \| \| 9. \| Michael Mørkøv \| Dania \| Deceuninck-Quick Step \| + 47" \| \| 10. \| Mattias Skjelmose \| Dania \| Trek-Segafredo \| + 48" \| |                   |                   |                       |            |
| |                   |                   |                       |            |
| Źródło: ProCyclingStats |                   |                   |                       |            |
| Klasyfikacja generalna |                   |                   |                       |            |
| Kolarz | Kolarz            | Państwo           | Drużyna               | Czas       |
| 1. | Tadej Pogačar     | Słowenia          | UAE Team Emirates     | 4h 00' 05" |
| 2. | João Almeida      | Portugalia        | Deceuninck-Quick Step | + 5"       |
| 3. | Mattia Cattaneo   | Włochy            | Deceuninck-Quick Step | + 18"      |
| 4. | Chris Harper      | Australia         | Jumbo-Visma           | + 33"      |
| 5. | Adam Yates        | Wielka Brytania   | Ineos Grenadiers      | + 39"      |
| 6. | Neilson Powless   | Stany Zjednoczone | EF Education-Nippo    | + 41"      |
| 7. | Anthony Roux      | Francja           | Groupama-FDJ          | + 45"      |
| 8. | David Dekker      | Holandia          | Jumbo-Visma           | + 46"      |
| 9. | Michael Mørkøv    | Dania             | Deceuninck-Quick Step | + 47"      |
| 10. | Mattias Skjelmose | Dania             | Trek-Segafredo        | + 48"      |

### Etap 3
| Al-Ajn - Jabal Hafit | górski | (166 km) |

| \| Klasyfikacja etapu \| Klasyfikacja etapu \| Klasyfikacja etapu \| Klasyfikacja etapu \| Klasyfikacja etapu \| \| Kolarz \| Kolarz \| Państwo \| Drużyna \| Czas \| \| ------------------ \| ------------------ \| ------------------ \| --------------------- \| ------------------ \| \| 1. \| Tadej Pogačar \| Słowenia \| UAE Team Emirates \| 3h 58' 27" \| \| 2. \| Adam Yates \| Wielka Brytania \| Ineos Grenadiers \| + 0" \| \| 3. \| Sergio Higuita \| Kolumbia \| EF Education-Nippo \| + 47" \| \| 4. \| Emanuel Buchmann \| Niemcy \| Bora-Hansgrohe \| + 47" \| \| 5. \| Harm Vanhoucke \| Belgia \| Lotto-Soudal \| + 47" \| \| 6. \| João Almeida \| Portugalia \| Deceuninck-Quick Step \| + 47" \| \| 7. \| Florian Stork \| Niemcy \| Team DSM \| + 54" \| \| 8. \| Neilson Powless \| Stany Zjednoczone \| EF Education-Nippo \| + 54" \| \| 9. \| Chris Harper \| Australia \| Jumbo-Visma \| + 1' 00" \| \| 10. \| Geoffrey Bouchard \| Francja \| AG2R Citroën Team \| + 1' 09" \| |                   |                   |                       |            |
| |                   |                   |                       |            |
| Źródło: ProCyclingStats |                   |                   |                       |            |
| Klasyfikacja etapu |                   |                   |                       |            |
| Kolarz | Kolarz            | Państwo           | Drużyna               | Czas       |
| 1. | Tadej Pogačar     | Słowenia          | UAE Team Emirates     | 3h 58' 27" |
| 2. | Adam Yates        | Wielka Brytania   | Ineos Grenadiers      | + 0"       |
| 3. | Sergio Higuita    | Kolumbia          | EF Education-Nippo    | + 47"      |
| 4. | Emanuel Buchmann  | Niemcy            | Bora-Hansgrohe        | + 47"      |
| 5. | Harm Vanhoucke    | Belgia            | Lotto-Soudal          | + 47"      |
| 6. | João Almeida      | Portugalia        | Deceuninck-Quick Step | + 47"      |
| 7. | Florian Stork     | Niemcy            | Team DSM              | + 54"      |
| 8. | Neilson Powless   | Stany Zjednoczone | EF Education-Nippo    | + 54"      |
| 9. | Chris Harper      | Australia         | Jumbo-Visma           | + 1' 00"   |
| 10. | Geoffrey Bouchard | Francja           | AG2R Citroën Team     | + 1' 09"   |

| \| Klasyfikacja generalna \| Klasyfikacja generalna \| Klasyfikacja generalna \| Klasyfikacja generalna \| Klasyfikacja generalna \| \| Kolarz \| Kolarz \| Państwo \| Drużyna \| Czas \| \| ---------------------- \| ---------------------- \| ---------------------- \| ---------------------- \| ---------------------- \| \| 1. \| Tadej Pogačar \| Słowenia \| UAE Team Emirates \| 7h 58' 30" \| \| 2. \| Adam Yates \| Wielka Brytania \| Ineos Grenadiers \| + 43" \| \| 3. \| João Almeida \| Portugalia \| Deceuninck-Quick Step \| + 1' 03" \| \| 4. \| Chris Harper \| Australia \| Jumbo-Visma \| + 1' 43" \| \| 5. \| Neilson Powless \| Stany Zjednoczone \| EF Education-Nippo \| + 1' 45" \| \| 6. \| Mattias Skjelmose \| Dania \| Trek-Segafredo \| + 2' 36" \| \| 7. \| Damiano Caruso \| Włochy \| Bahrain Victorious \| + 2' 38" \| \| 8. \| Mattia Cattaneo \| Włochy \| Deceuninck-Quick Step \| + 2' 39" \| \| 9. \| Rubén Fernández \| Hiszpania \| Cofidis \| + 3' 32" \| \| 10. \| Fausto Masnada \| Włochy \| Deceuninck-Quick Step \| + 4' 47" \| |                   |                   |                       |            |
| |                   |                   |                       |            |
| Źródło: ProCyclingStats |                   |                   |                       |            |
| Klasyfikacja generalna |                   |                   |                       |            |
| Kolarz | Kolarz            | Państwo           | Drużyna               | Czas       |
| 1. | Tadej Pogačar     | Słowenia          | UAE Team Emirates     | 7h 58' 30" |
| 2. | Adam Yates        | Wielka Brytania   | Ineos Grenadiers      | + 43"      |
| 3. | João Almeida      | Portugalia        | Deceuninck-Quick Step | + 1' 03"   |
| 4. | Chris Harper      | Australia         | Jumbo-Visma           | + 1' 43"   |
| 5. | Neilson Powless   | Stany Zjednoczone | EF Education-Nippo    | + 1' 45"   |
| 6. | Mattias Skjelmose | Dania             | Trek-Segafredo        | + 2' 36"   |
| 7. | Damiano Caruso    | Włochy            | Bahrain Victorious    | + 2' 38"   |
| 8. | Mattia Cattaneo   | Włochy            | Deceuninck-Quick Step | + 2' 39"   |
| 9. | Rubén Fernández   | Hiszpania         | Cofidis               | + 3' 32"   |
| 10. | Fausto Masnada    | Włochy            | Deceuninck-Quick Step | + 4' 47"   |

### Etap 4
| Al Marjan Island - Al Marjan Island | płaski | (204 km) |

| \| Klasyfikacja etapu \| Klasyfikacja etapu \| Klasyfikacja etapu \| Klasyfikacja etapu \| Klasyfikacja etapu \| \| Kolarz \| Kolarz \| Państwo \| Drużyna \| Czas \| \| ------------------ \| ------------------ \| ------------------ \| --------------------- \| ------------------ \| \| 1. \| Sam Bennett \| Irlandia \| Deceuninck-Quick Step \| 4h 51' 51" \| \| 2. \| David Dekker \| Holandia \| Jumbo-Visma \| + 0" \| \| 3. \| Caleb Ewan \| Australia \| Lotto-Soudal \| + 0" \| \| 4. \| Elia Viviani \| Włochy \| Cofidis \| + 0" \| \| 5. \| Matteo Moschetti \| Włochy \| Trek-Segafredo \| + 0" \| \| 6. \| Pascal Ackermann \| Niemcy \| Bora-Hansgrohe \| + 0" \| \| 7. \| Phil Bauhaus \| Niemcy \| Bahrain Victorious \| + 0" \| \| 8. \| Giacomo Nizzolo \| Włochy \| Qhubeka Assos \| + 0" \| \| 9. \| Fernando Gaviria \| Kolumbia \| UAE Team Emirates \| + 0" \| \| 10. \| Kaden Groves \| Australia \| BikeExchange \| + 0" \| |                  |           |                       |            |
| |                  |           |                       |            |
| Źródło: ProCyclingStats |                  |           |                       |            |
| Klasyfikacja etapu |                  |           |                       |            |
| Kolarz | Kolarz           | Państwo   | Drużyna               | Czas       |
| 1. | Sam Bennett      | Irlandia  | Deceuninck-Quick Step | 4h 51' 51" |
| 2. | David Dekker     | Holandia  | Jumbo-Visma           | + 0"       |
| 3. | Caleb Ewan       | Australia | Lotto-Soudal          | + 0"       |
| 4. | Elia Viviani     | Włochy    | Cofidis               | + 0"       |
| 5. | Matteo Moschetti | Włochy    | Trek-Segafredo        | + 0"       |
| 6. | Pascal Ackermann | Niemcy    | Bora-Hansgrohe        | + 0"       |
| 7. | Phil Bauhaus     | Niemcy    | Bahrain Victorious    | + 0"       |
| 8. | Giacomo Nizzolo  | Włochy    | Qhubeka Assos         | + 0"       |
| 9. | Fernando Gaviria | Kolumbia  | UAE Team Emirates     | + 0"       |
| 10. | Kaden Groves     | Australia | BikeExchange          | + 0"       |

| \| Klasyfikacja generalna \| Klasyfikacja generalna \| Klasyfikacja generalna \| Klasyfikacja generalna \| Klasyfikacja generalna \| \| Kolarz \| Kolarz \| Państwo \| Drużyna \| Czas \| \| ---------------------- \| ---------------------- \| ---------------------- \| ---------------------- \| ---------------------- \| \| 1. \| Tadej Pogačar \| Słowenia \| UAE Team Emirates \| 12h 50' 21" \| \| 2. \| Adam Yates \| Wielka Brytania \| Ineos Grenadiers \| + 43" \| \| 3. \| João Almeida \| Portugalia \| Deceuninck-Quick Step \| + 1' 03" \| \| 4. \| Chris Harper \| Australia \| Jumbo-Visma \| + 1' 43" \| \| 5. \| Neilson Powless \| Stany Zjednoczone \| EF Education-Nippo \| + 1' 45" \| \| 6. \| Mattias Skjelmose \| Dania \| Trek-Segafredo \| + 2' 36" \| \| 7. \| Mattia Cattaneo \| Włochy \| Deceuninck-Quick Step \| + 2' 38" \| \| 8. \| Damiano Caruso \| Włochy \| Bahrain Victorious \| + 2' 38" \| \| 9. \| Rubén Fernández \| Hiszpania \| Cofidis \| + 3' 32" \| \| 10. \| Fausto Masnada \| Włochy \| Deceuninck-Quick Step \| + 4' 47" \| |                   |                   |                       |             |
| |                   |                   |                       |             |
| Źródło: ProCyclingStats |                   |                   |                       |             |
| Klasyfikacja generalna |                   |                   |                       |             |
| Kolarz | Kolarz            | Państwo           | Drużyna               | Czas        |
| 1. | Tadej Pogačar     | Słowenia          | UAE Team Emirates     | 12h 50' 21" |
| 2. | Adam Yates        | Wielka Brytania   | Ineos Grenadiers      | + 43"       |
| 3. | João Almeida      | Portugalia        | Deceuninck-Quick Step | + 1' 03"    |
| 4. | Chris Harper      | Australia         | Jumbo-Visma           | + 1' 43"    |
| 5. | Neilson Powless   | Stany Zjednoczone | EF Education-Nippo    | + 1' 45"    |
| 6. | Mattias Skjelmose | Dania             | Trek-Segafredo        | + 2' 36"    |
| 7. | Mattia Cattaneo   | Włochy            | Deceuninck-Quick Step | + 2' 38"    |
| 8. | Damiano Caruso    | Włochy            | Bahrain Victorious    | + 2' 38"    |
| 9. | Rubén Fernández   | Hiszpania         | Cofidis               | + 3' 32"    |
| 10. | Fausto Masnada    | Włochy            | Deceuninck-Quick Step | + 4' 47"    |

### Etap 5
| Fudżajra - Dżabal al-Dżajs | górski | (170 km) |

| \| Klasyfikacja etapu \| Klasyfikacja etapu \| Klasyfikacja etapu \| Klasyfikacja etapu \| Klasyfikacja etapu \| \| Kolarz \| Kolarz \| Państwo \| Drużyna \| Czas \| \| ------------------ \| ------------------ \| ------------------ \| ---------------------- \| ------------------ \| \| 1. \| Jonas Vingegaard \| Dania \| Jumbo-Visma \| 4h 19' 08" \| \| 2. \| Tadej Pogačar \| Słowenia \| UAE Team Emirates \| + 3" \| \| 3. \| Adam Yates \| Wielka Brytania \| Ineos Grenadiers \| + 3" \| \| 4. \| Sergio Higuita \| Kolumbia \| EF Education-Nippo \| + 5" \| \| 5. \| João Almeida \| Portugalia \| Deceuninck-Quick Step \| + 6" \| \| 6. \| Nick Schultz \| Australia \| BikeExchange \| + 6" \| \| 7. \| Sepp Kuss \| Stany Zjednoczone \| Jumbo-Visma \| + 8" \| \| 8. \| Wout Poels \| Holandia \| Bahrain Victorious \| + 8" \| \| 9. \| Ben Hermans \| Belgia \| Israel Start-Up Nation \| + 8" \| \| 10. \| Geoffrey Bouchard \| Francja \| AG2R Citroën Team \| + 8" \| |                   |                   |                        |            |
| |                   |                   |                        |            |
| Źródło: ProCyclingStats |                   |                   |                        |            |
| Klasyfikacja etapu |                   |                   |                        |            |
| Kolarz | Kolarz            | Państwo           | Drużyna                | Czas       |
| 1. | Jonas Vingegaard  | Dania             | Jumbo-Visma            | 4h 19' 08" |
| 2. | Tadej Pogačar     | Słowenia          | UAE Team Emirates      | + 3"       |
| 3. | Adam Yates        | Wielka Brytania   | Ineos Grenadiers       | + 3"       |
| 4. | Sergio Higuita    | Kolumbia          | EF Education-Nippo     | + 5"       |
| 5. | João Almeida      | Portugalia        | Deceuninck-Quick Step  | + 6"       |
| 6. | Nick Schultz      | Australia         | BikeExchange           | + 6"       |
| 7. | Sepp Kuss         | Stany Zjednoczone | Jumbo-Visma            | + 8"       |
| 8. | Wout Poels        | Holandia          | Bahrain Victorious     | + 8"       |
| 9. | Ben Hermans       | Belgia            | Israel Start-Up Nation | + 8"       |
| 10. | Geoffrey Bouchard | Francja           | AG2R Citroën Team      | + 8"       |

| \| Klasyfikacja generalna \| Klasyfikacja generalna \| Klasyfikacja generalna \| Klasyfikacja generalna \| Klasyfikacja generalna \| \| Kolarz \| Kolarz \| Państwo \| Drużyna \| Czas \| \| ---------------------- \| ---------------------- \| ---------------------- \| ---------------------- \| ---------------------- \| \| 1. \| Tadej Pogačar \| Słowenia \| UAE Team Emirates \| 12h 50' 21" \| \| 2. \| Adam Yates \| Wielka Brytania \| Ineos Grenadiers \| + 45" \| \| 3. \| João Almeida \| Portugalia \| Deceuninck-Quick Step \| + 1' 12" \| \| 4. \| Chris Harper \| Australia \| Jumbo-Visma \| + 1' 54" \| \| 5. \| Neilson Powless \| Stany Zjednoczone \| EF Education-Nippo \| + 1' 56" \| \| 6. \| Mattias Skjelmose \| Dania \| Trek-Segafredo \| + 2' 47" \| \| 7. \| Damiano Caruso \| Włochy \| Bahrain Victorious \| + 2' 49" \| \| 8. \| Mattia Cattaneo \| Włochy \| Deceuninck-Quick Step \| + 4' 03" \| \| 9. \| Rubén Fernández \| Hiszpania \| Cofidis \| + 4' 23" \| \| 10. \| Fausto Masnada \| Włochy \| Deceuninck-Quick Step \| + 6' 40" \| |                   |                   |                       |             |
| |                   |                   |                       |             |
| Źródło: ProCyclingStats |                   |                   |                       |             |
| Klasyfikacja generalna |                   |                   |                       |             |
| Kolarz | Kolarz            | Państwo           | Drużyna               | Czas        |
| 1. | Tadej Pogačar     | Słowenia          | UAE Team Emirates     | 12h 50' 21" |
| 2. | Adam Yates        | Wielka Brytania   | Ineos Grenadiers      | + 45"       |
| 3. | João Almeida      | Portugalia        | Deceuninck-Quick Step | + 1' 12"    |
| 4. | Chris Harper      | Australia         | Jumbo-Visma           | + 1' 54"    |
| 5. | Neilson Powless   | Stany Zjednoczone | EF Education-Nippo    | + 1' 56"    |
| 6. | Mattias Skjelmose | Dania             | Trek-Segafredo        | + 2' 47"    |
| 7. | Damiano Caruso    | Włochy            | Bahrain Victorious    | + 2' 49"    |
| 8. | Mattia Cattaneo   | Włochy            | Deceuninck-Quick Step | + 4' 03"    |
| 9. | Rubén Fernández   | Hiszpania         | Cofidis               | + 4' 23"    |
| 10. | Fausto Masnada    | Włochy            | Deceuninck-Quick Step | + 6' 40"    |

### Etap 6
| Palm Deira - Palm Jumeirah | płaski | (168 km) |

| \| Klasyfikacja etapu \| Klasyfikacja etapu \| Klasyfikacja etapu \| Klasyfikacja etapu \| Klasyfikacja etapu \| \| Kolarz \| Kolarz \| Państwo \| Drużyna \| Czas \| \| ------------------ \| ------------------ \| ------------------ \| ---------------------- \| ------------------ \| \| 1. \| Sam Bennett \| Irlandia \| Deceuninck-Quick Step \| 3h 32' 23" \| \| 2. \| Elia Viviani \| Włochy \| Cofidis \| + 0" \| \| 3. \| Pascal Ackermann \| Niemcy \| Bora-Hansgrohe \| + 0" \| \| 4. \| David Dekker \| Holandia \| Jumbo-Visma \| + 0" \| \| 5. \| Fernando Gaviria \| Kolumbia \| UAE Team Emirates \| + 0" \| \| 6. \| Giacomo Nizzolo \| Włochy \| Qhubeka Assos \| + 0" \| \| 7. \| Kaden Groves \| Australia \| BikeExchange \| + 0" \| \| 8. \| André Greipel \| Niemcy \| Israel Start-Up Nation \| + 0" \| \| 9. \| Cees Bol \| Holandia \| Team DSM \| + 0" \| \| 10. \| Michael Mørkøv \| Dania \| Deceuninck-Quick Step \| + 0" \| |                  |           |                        |            |
| |                  |           |                        |            |
| Źródło: ProCyclingStats |                  |           |                        |            |
| Klasyfikacja etapu |                  |           |                        |            |
| Kolarz | Kolarz           | Państwo   | Drużyna                | Czas       |
| 1. | Sam Bennett      | Irlandia  | Deceuninck-Quick Step  | 3h 32' 23" |
| 2. | Elia Viviani     | Włochy    | Cofidis                | + 0"       |
| 3. | Pascal Ackermann | Niemcy    | Bora-Hansgrohe         | + 0"       |
| 4. | David Dekker     | Holandia  | Jumbo-Visma            | + 0"       |
| 5. | Fernando Gaviria | Kolumbia  | UAE Team Emirates      | + 0"       |
| 6. | Giacomo Nizzolo  | Włochy    | Qhubeka Assos          | + 0"       |
| 7. | Kaden Groves     | Australia | BikeExchange           | + 0"       |
| 8. | André Greipel    | Niemcy    | Israel Start-Up Nation | + 0"       |
| 9. | Cees Bol         | Holandia  | Team DSM               | + 0"       |
| 10. | Michael Mørkøv   | Dania     | Deceuninck-Quick Step  | + 0"       |

| \| Klasyfikacja generalna \| Klasyfikacja generalna \| Klasyfikacja generalna \| Klasyfikacja generalna \| Klasyfikacja generalna \| \| Kolarz \| Kolarz \| Państwo \| Drużyna \| Czas \| \| ---------------------- \| ---------------------- \| ---------------------- \| ---------------------- \| ---------------------- \| \| 1. \| Tadej Pogačar \| Słowenia \| UAE Team Emirates \| 20h 41' 59" \| \| 2. \| Adam Yates \| Wielka Brytania \| Ineos Grenadiers \| + 35" \| \| 3. \| João Almeida \| Portugalia \| Deceuninck-Quick Step \| + 1' 02" \| \| 4. \| Chris Harper \| Australia \| Jumbo-Visma \| + 1' 44" \| \| 5. \| Neilson Powless \| Stany Zjednoczone \| EF Education-Nippo \| + 1' 46" \| \| 6. \| Mattias Skjelmose \| Dania \| Trek-Segafredo \| + 2' 37" \| \| 7. \| Damiano Caruso \| Włochy \| Bahrain Victorious \| + 2' 39" \| \| 8. \| Mattia Cattaneo \| Włochy \| Deceuninck-Quick Step \| + 3' 53" \| \| 9. \| Rubén Fernández \| Hiszpania \| Cofidis \| + 4' 13" \| \| 10. \| Fausto Masnada \| Włochy \| Deceuninck-Quick Step \| + 6' 30" \| |                   |                   |                       |             |
| |                   |                   |                       |             |
| Źródło: ProCyclingStats |                   |                   |                       |             |
| Klasyfikacja generalna |                   |                   |                       |             |
| Kolarz | Kolarz            | Państwo           | Drużyna               | Czas        |
| 1. | Tadej Pogačar     | Słowenia          | UAE Team Emirates     | 20h 41' 59" |
| 2. | Adam Yates        | Wielka Brytania   | Ineos Grenadiers      | + 35"       |
| 3. | João Almeida      | Portugalia        | Deceuninck-Quick Step | + 1' 02"    |
| 4. | Chris Harper      | Australia         | Jumbo-Visma           | + 1' 44"    |
| 5. | Neilson Powless   | Stany Zjednoczone | EF Education-Nippo    | + 1' 46"    |
| 6. | Mattias Skjelmose | Dania             | Trek-Segafredo        | + 2' 37"    |
| 7. | Damiano Caruso    | Włochy            | Bahrain Victorious    | + 2' 39"    |
| 8. | Mattia Cattaneo   | Włochy            | Deceuninck-Quick Step | + 3' 53"    |
| 9. | Rubén Fernández   | Hiszpania         | Cofidis               | + 4' 13"    |
| 10. | Fausto Masnada    | Włochy            | Deceuninck-Quick Step | + 6' 30"    |

### Etap 7
| Yas Mall - Abu Zabi | płaski | (147 km) |

| \| Klasyfikacja etapu \| Klasyfikacja etapu \| Klasyfikacja etapu \| Klasyfikacja etapu \| Klasyfikacja etapu \| \| Kolarz \| Kolarz \| Państwo \| Drużyna \| Czas \| \| ------------------ \| ------------------ \| ------------------ \| ---------------------------------- \| ------------------ \| \| 1. \| Caleb Ewan \| Australia \| Lotto-Soudal \| 3h 18' 29" \| \| 2. \| Sam Bennett \| Irlandia \| Deceuninck-Quick Step \| + 0" \| \| 3. \| Phil Bauhaus \| Niemcy \| Bahrain Victorious \| + 0" \| \| 4. \| Michael Mørkøv \| Dania \| Deceuninck-Quick Step \| + 0" \| \| 5. \| Cees Bol \| Holandia \| Team DSM \| + 0" \| \| 6. \| André Greipel \| Niemcy \| Israel Start-Up Nation \| + 0" \| \| 7. \| Andrea Vendrame \| Włochy \| AG2R Citroën Team \| + 0" \| \| 8. \| Luka Mezgec \| Słowenia \| BikeExchange \| + 0" \| \| 9. \| Riccardo Minali \| Włochy \| Intermarché-Wanty-Gobert Matériaux \| + 0" \| \| 10. \| Jewgienij Gidicz \| Kazachstan \| Astana-Premier Tech \| + 0" \| |                  |            |                                    |            |
| |                  |            |                                    |            |
| Źródło: ProCyclingStats |                  |            |                                    |            |
| Klasyfikacja etapu |                  |            |                                    |            |
| Kolarz | Kolarz           | Państwo    | Drużyna                            | Czas       |
| 1. | Caleb Ewan       | Australia  | Lotto-Soudal                       | 3h 18' 29" |
| 2. | Sam Bennett      | Irlandia   | Deceuninck-Quick Step              | + 0"       |
| 3. | Phil Bauhaus     | Niemcy     | Bahrain Victorious                 | + 0"       |
| 4. | Michael Mørkøv   | Dania      | Deceuninck-Quick Step              | + 0"       |
| 5. | Cees Bol         | Holandia   | Team DSM                           | + 0"       |
| 6. | André Greipel    | Niemcy     | Israel Start-Up Nation             | + 0"       |
| 7. | Andrea Vendrame  | Włochy     | AG2R Citroën Team                  | + 0"       |
| 8. | Luka Mezgec      | Słowenia   | BikeExchange                       | + 0"       |
| 9. | Riccardo Minali  | Włochy     | Intermarché-Wanty-Gobert Matériaux | + 0"       |
| 10. | Jewgienij Gidicz | Kazachstan | Astana-Premier Tech                | + 0"       |

## Klasyfikacje

### Klasyfikacja generalna
| \| Klasyfikacja generalna \| Klasyfikacja generalna \| Klasyfikacja generalna \| Klasyfikacja generalna \| Klasyfikacja generalna \| \| Kolarz \| Kolarz \| Państwo \| Drużyna \| Czas \| \| ---------------------- \| ---------------------- \| ---------------------- \| ---------------------- \| ---------------------- \| \| 1. \| Tadej Pogačar \| Słowenia \| UAE Team Emirates \| 24h 00' 28" \| \| 2. \| Adam Yates \| Wielka Brytania \| Ineos Grenadiers \| + 35" \| \| 3. \| João Almeida \| Portugalia \| Deceuninck-Quick Step \| + 1' 02" \| \| 4. \| Chris Harper \| Australia \| Jumbo-Visma \| + 1' 42" \| \| 5. \| Neilson Powless \| Stany Zjednoczone \| EF Education-Nippo \| + 1' 45" \| \| 6. \| Mattias Skjelmose \| Dania \| Trek-Segafredo \| + 2' 37" \| \| 7. \| Damiano Caruso \| Włochy \| Bahrain Victorious \| + 2' 39" \| \| 8. \| Mattia Cattaneo \| Włochy \| Deceuninck-Quick Step \| + 3' 53" \| \| 9. \| Rubén Fernández \| Hiszpania \| Cofidis \| + 4' 13" \| \| 10. \| Fausto Masnada \| Włochy \| Deceuninck-Quick Step \| + 6' 30" \| |                   |                   |                       |             |
| |                   |                   |                       |             |
| Źródło: ProCyclingStats |                   |                   |                       |             |
| Klasyfikacja generalna |                   |                   |                       |             |
| Kolarz | Kolarz            | Państwo           | Drużyna               | Czas        |
| 1. | Tadej Pogačar     | Słowenia          | UAE Team Emirates     | 24h 00' 28" |
| 2. | Adam Yates        | Wielka Brytania   | Ineos Grenadiers      | + 35"       |
| 3. | João Almeida      | Portugalia        | Deceuninck-Quick Step | + 1' 02"    |
| 4. | Chris Harper      | Australia         | Jumbo-Visma           | + 1' 42"    |
| 5. | Neilson Powless   | Stany Zjednoczone | EF Education-Nippo    | + 1' 45"    |
| 6. | Mattias Skjelmose | Dania             | Trek-Segafredo        | + 2' 37"    |
| 7. | Damiano Caruso    | Włochy            | Bahrain Victorious    | + 2' 39"    |
| 8. | Mattia Cattaneo   | Włochy            | Deceuninck-Quick Step | + 3' 53"    |
| 9. | Rubén Fernández   | Hiszpania         | Cofidis               | + 4' 13"    |
| 10. | Fausto Masnada    | Włochy            | Deceuninck-Quick Step | + 6' 30"    |

| Klasyfikacja punktowa | Klasyfikacja punktowa | Klasyfikacja punktowa | Klasyfikacja punktowa | Klasyfikacja punktowa |
| Kolarz                | Kolarz                | Państwo               | Drużyna               | Punkty                |
| --------------------- | --------------------- | --------------------- | --------------------- | --------------------- |
| 1.                    | David Dekker          | Holandia              | Jumbo-Visma           | 66 pkt                |
| 2.                    | Sam Bennett           | Irlandia              | Deceuninck-Quick Step | 56 pkt                |
| 3.                    | Tadej Pogačar         | Słowenia              | UAE Team Emirates     | 51 pkt                |
| 4.                    | João Almeida          | Portugalia            | Deceuninck-Quick Step | 35 pkt                |
| 5.                    | Tony Gallopin         | Francja               | AG2R Citroën Team     | 33 pkt                |
| 6.                    | Elia Viviani          | Włochy                | Cofidis               | 33 pkt                |
| 7.                    | Caleb Ewan            | Australia             | Lotto-Soudal          | 32 pkt                |
| 8.                    | Adam Yates            | Wielka Brytania       | Ineos Grenadiers      | 28 pkt                |
| 9.                    | Michael Mørkøv        | Dania                 | Deceuninck-Quick Step | 28 pkt                |
| 10.                   | Filippo Ganna         | Włochy                | Ineos Grenadiers      | 21 pkt                |

| Klasyfikacja punktowa | Klasyfikacja punktowa | Klasyfikacja punktowa | Klasyfikacja punktowa | Klasyfikacja punktowa |
| Kolarz                | Kolarz                | Państwo               | Drużyna               | Punkty                |
| --------------------- | --------------------- | --------------------- | --------------------- | --------------------- |
| 1.                    | David Dekker          | Holandia              | Jumbo-Visma           | 66 pkt                |
| 2.                    | Sam Bennett           | Irlandia              | Deceuninck-Quick Step | 56 pkt                |
| 3.                    | Tadej Pogačar         | Słowenia              | UAE Team Emirates     | 51 pkt                |
| 4.                    | João Almeida          | Portugalia            | Deceuninck-Quick Step | 35 pkt                |
| 5.                    | Tony Gallopin         | Francja               | AG2R Citroën Team     | 33 pkt                |
| 6.                    | Elia Viviani          | Włochy                | Cofidis               | 33 pkt                |
| 7.                    | Caleb Ewan            | Australia             | Lotto-Soudal          | 32 pkt                |
| 8.                    | Adam Yates            | Wielka Brytania       | Ineos Grenadiers      | 28 pkt                |
| 9.                    | Michael Mørkøv        | Dania                 | Deceuninck-Quick Step | 28 pkt                |
| 10.                   | Filippo Ganna         | Włochy                | Ineos Grenadiers      | 21 pkt                |

| Klasyfikacja sprinterska | Klasyfikacja sprinterska | Klasyfikacja sprinterska | Klasyfikacja sprinterska | Klasyfikacja sprinterska |
| Kolarz                   | Kolarz                   | Państwo                  | Drużyna                  | Punkty                   |
| ------------------------ | ------------------------ | ------------------------ | ------------------------ | ------------------------ |
| 1.                       | Tony Gallopin            | Francja                  | AG2R Citroën Team        | 33 pkt                   |
| 2.                       | David Dekker             | Holandia                 | Jumbo-Visma              | 25 pkt                   |
| 3.                       | Thomas De Gendt          | Belgia                   | Lotto-Soudal             | 18 pkt                   |
| 4.                       | João Almeida             | Portugalia               | Deceuninck-Quick Step    | 16 pkt                   |
| 5.                       | Omer Goldstein           | Izrael                   | Israel Start-Up Nation   | 10 pkt                   |
| 6.                       | Mattia Cattaneo          | Włochy                   | Deceuninck-Quick Step    | 9 pkt                    |
| 7.                       | Matteo Sobrero           | Włochy                   | Astana-Premier Tech      | 8 pkt                    |
| 8.                       | Mathias Frank            | Szwajcaria               | AG2R Citroën Team        | 8 pkt                    |
| 9.                       | Olivier Le Gac           | Francja                  | Groupama-FDJ             | 8 pkt                    |
| 10.                      | Luis León Sánchez        | Hiszpania                | Astana-Premier Tech      | 6 pkt                    |

| Klasyfikacja sprinterska | Klasyfikacja sprinterska | Klasyfikacja sprinterska | Klasyfikacja sprinterska | Klasyfikacja sprinterska |
| Kolarz                   | Kolarz                   | Państwo                  | Drużyna                  | Punkty                   |
| ------------------------ | ------------------------ | ------------------------ | ------------------------ | ------------------------ |
| 1.                       | Tony Gallopin            | Francja                  | AG2R Citroën Team        | 33 pkt                   |
| 2.                       | David Dekker             | Holandia                 | Jumbo-Visma              | 25 pkt                   |
| 3.                       | Thomas De Gendt          | Belgia                   | Lotto-Soudal             | 18 pkt                   |
| 4.                       | João Almeida             | Portugalia               | Deceuninck-Quick Step    | 16 pkt                   |
| 5.                       | Omer Goldstein           | Izrael                   | Israel Start-Up Nation   | 10 pkt                   |
| 6.                       | Mattia Cattaneo          | Włochy                   | Deceuninck-Quick Step    | 9 pkt                    |
| 7.                       | Matteo Sobrero           | Włochy                   | Astana-Premier Tech      | 8 pkt                    |
| 8.                       | Mathias Frank            | Szwajcaria               | AG2R Citroën Team        | 8 pkt                    |
| 9.                       | Olivier Le Gac           | Francja                  | Groupama-FDJ             | 8 pkt                    |
| 10.                      | Luis León Sánchez        | Hiszpania                | Astana-Premier Tech      | 6 pkt                    |

| Klasyfikacja młodzieżowa | Klasyfikacja młodzieżowa | Klasyfikacja młodzieżowa | Klasyfikacja młodzieżowa | Klasyfikacja młodzieżowa |
| Kolarz                   | Kolarz                   | Państwo                  | Drużyna                  | Czas                     |
| ------------------------ | ------------------------ | ------------------------ | ------------------------ | ------------------------ |
| 1.                       | Tadej Pogačar            | Słowenia                 | UAE Team Emirates        | 24h 00' 28"              |
| 2.                       | João Almeida             | Portugalia               | Deceuninck-Quick Step    | + 1' 02"                 |
| 3.                       | Neilson Powless          | Stany Zjednoczone        | EF Education-Nippo       | + 1' 45"                 |
| 4.                       | Mattias Skjelmose        | Dania                    | Trek-Segafredo           | + 2' 37"                 |
| 5.                       | Sergio Higuita           | Kolumbia                 | EF Education-Nippo       | + 9' 47"                 |
| 6.                       | Stefan de Bod            | Południowa Afryka        | Astana-Premier Tech      | + 12' 34"                |
| 7.                       | Harm Vanhoucke           | Belgia                   | Lotto-Soudal             | + 13' 05"                |
| 8.                       | Rémy Rochas              | Francja                  | Cofidis                  | + 14' 06"                |
| 9.                       | Mikkel Bjerg             | Dania                    | UAE Team Emirates        | + 14' 18"                |
| 10.                      | Samuele Battistella      | Włochy                   | Astana-Premier Tech      | + 14' 45"                |

| Klasyfikacja młodzieżowa | Klasyfikacja młodzieżowa | Klasyfikacja młodzieżowa | Klasyfikacja młodzieżowa | Klasyfikacja młodzieżowa |
| Kolarz                   | Kolarz                   | Państwo                  | Drużyna                  | Czas                     |
| ------------------------ | ------------------------ | ------------------------ | ------------------------ | ------------------------ |
| 1.                       | Tadej Pogačar            | Słowenia                 | UAE Team Emirates        | 24h 00' 28"              |
| 2.                       | João Almeida             | Portugalia               | Deceuninck-Quick Step    | + 1' 02"                 |
| 3.                       | Neilson Powless          | Stany Zjednoczone        | EF Education-Nippo       | + 1' 45"                 |
| 4.                       | Mattias Skjelmose        | Dania                    | Trek-Segafredo           | + 2' 37"                 |
| 5.                       | Sergio Higuita           | Kolumbia                 | EF Education-Nippo       | + 9' 47"                 |
| 6.                       | Stefan de Bod            | Południowa Afryka        | Astana-Premier Tech      | + 12' 34"                |
| 7.                       | Harm Vanhoucke           | Belgia                   | Lotto-Soudal             | + 13' 05"                |
| 8.                       | Rémy Rochas              | Francja                  | Cofidis                  | + 14' 06"                |
| 9.                       | Mikkel Bjerg             | Dania                    | UAE Team Emirates        | + 14' 18"                |
| 10.                      | Samuele Battistella      | Włochy                   | Astana-Premier Tech      | + 14' 45"                |

| Klasyfikacja drużynowa | Klasyfikacja drużynowa             | Klasyfikacja drużynowa       | Klasyfikacja drużynowa |
| Drużyna                | Drużyna                            | Państwo                      | Czas                   |
| ---------------------- | ---------------------------------- | ---------------------------- | ---------------------- |
| 1.                     | UAE Team Emirates                  | Zjednoczone Emiraty Arabskie | 72h 07' 44"            |
| 2.                     | Deceuninck-Quick Step              | Belgia                       | + 5' 10"               |
| 3.                     | Jumbo-Visma                        | Holandia                     | + 11' 01"              |
| 4.                     | Cofidis                            | Francja                      | + 16' 28"              |
| 5.                     | EF Education-Nippo                 | Stany Zjednoczone            | + 17' 25"              |
| 6.                     | Bahrain Victorious                 | Bahrajn                      | + 18' 59"              |
| 7.                     | Astana-Premier Tech                | Kazachstan                   | + 29' 11"              |
| 8.                     | Bora-Hansgrohe                     | Niemcy                       | + 32' 12"              |
| 9.                     | Trek-Segafredo                     | Stany Zjednoczone            | + 34' 17"              |
| 10.                    | Intermarché-Wanty-Gobert Matériaux | Belgia                       | + 34' 25"              |

| Klasyfikacja drużynowa | Klasyfikacja drużynowa             | Klasyfikacja drużynowa       | Klasyfikacja drużynowa |
| Drużyna                | Drużyna                            | Państwo                      | Czas                   |
| ---------------------- | ---------------------------------- | ---------------------------- | ---------------------- |
| 1.                     | UAE Team Emirates                  | Zjednoczone Emiraty Arabskie | 72h 07' 44"            |
| 2.                     | Deceuninck-Quick Step              | Belgia                       | + 5' 10"               |
| 3.                     | Jumbo-Visma                        | Holandia                     | + 11' 01"              |
| 4.                     | Cofidis                            | Francja                      | + 16' 28"              |
| 5.                     | EF Education-Nippo                 | Stany Zjednoczone            | + 17' 25"              |
| 6.                     | Bahrain Victorious                 | Bahrajn                      | + 18' 59"              |
| 7.                     | Astana-Premier Tech                | Kazachstan                   | + 29' 11"              |
| 8.                     | Bora-Hansgrohe                     | Niemcy                       | + 32' 12"              |
| 9.                     | Trek-Segafredo                     | Stany Zjednoczone            | + 34' 17"              |
| 10.                    | Intermarché-Wanty-Gobert Matériaux | Belgia                       | + 34' 25"              |